# نوامبر شیرین (فیلم ۱۹۶۸)
نوامبر شیرین (انگلیسی: Sweet November) فیلمی در ژانر کمدی-درام و کمدی رمانتیک به کارگردانی رابرت الیس میلر است که در سال ۱۹۶۸ منتشر شد. از بازیگران آن می‌توان به سندی دنیس و تئودور بیکل اشاره کرد.